# Robert Horry
Pour les articles homonymes, voir Horry.
Robert Horry est un joueur de basket-ball américain né le 25 août 1970. Il mesure 2,08 m pour, quand il était en activité, 108 kg.

## Biographie
Issu de l'université de l'Alabama, il joue d'abord au poste d'ailier shooteur, puis au poste d'ailier fort. Horry a joué successivement pour les Rockets de Houston, les Suns de Phoenix, et les Lakers de Los Angeles avant de finir sa carrière NBA aux Spurs de San Antonio.
Robert Horry est surtout connu pour ses paniers marqués à des moments-clés de matches importants, lui valant le surnom de « Big Shot Rob ». En saison régulière, ses statistiques sont plutôt quelconques, mais le mois d'avril et les play-offs arrivant, il se réveille et devient un joueur redoutable derrière la ligne à trois points grâce à sa grande taille.
Il a remporté sept titres de champion NBA, deux avec les Rockets de Houston, trois avec les Lakers de Los Angeles, et deux avec les Spurs de San Antonio. Robert Horry est le quatrième joueur de l'histoire de la NBA, avec John Salley, LeBron James et Danny Green, à avoir remporté un titre avec trois franchises différentes. 
À noter qu'il est le joueur le plus titré n'ayant jamais joué avec Bill Russell. Il n’a jamais perdu en finale NBA, remportant à chaque fois le titre. 
Il détient pendant une période le record de panier à trois points réussis (56) en finales NBA, record battu  lors des Finales NBA 2016 par LeBron James.  
En 2025, il est le quatrième joueur ayant disputé le plus de matches de playoffs (244) de l'histoire de la NBA, derrière LeBron James, Derek Fisher et Tim Duncan mais devant Kareem Abdul-Jabbar, Kobe Bryant, Shaquille O'Neal et Scottie Pippen.
Il travaille maintenant à la télévision comme commentateur pour Time Warner Cable SportsNet.
Il fait une apparition dans l'épisode 4 de la saison 2 de la série La Défense Lincoln.

## Palmarès
- Champion NBA : 1994 et 1995 avec les Rockets de Houston, en 2000, 2001 et 2002 avec les Lakers de Los Angeles, et en 2005 et 2007 avec les Spurs de San Antonio.
- NBA All-Rookie Second Team en 1993.

## Pour approfondir